# Chrónis Míssios
Chrónis Míssios (grec moderne : Χρόνης Μίσσιος ; 1930 - 20 novembre 2012), ou Chronēs Missios selon la romanisation choisie, est un écrivain grec, engagé dans la résistance communiste, militant pour les droits des animaux et pendant un temps présentateur de télévision.

## Biographie
Chrónis Míssios naît à Kavala de parents buralistes. À cause de la pauvreté de sa famille, il doit quitter l'école primaire en deuxième année et travailler avec ses parents. Pendant la dictature de Metaxás, il travaille comme colporteur à Thessalonique, puis pendant l'Occupation il est  envoyé par la Croix-Rouge à Giannitsá avec d'autres enfants pour échapper à la famine. En 1944, à l'âge de 14 ans, il est officier de liaison du 16e régiment de l'ELAS. Après la Libération, il vit à Veria où il est agent de liaison pour les membres persécutés du Front de libération nationale (EAM) et rejoint l'EPON, organisation de jeunesse de la résistance grecque, en tant que cadre. En 1947, il est arrêté, torturé et condamné à mort pour sa participation à la guerre civile en tant que membre de l'Armée démocratique de Grèce (ADG).
Il est emprisonné jusqu'en 1953 puis à partir de 1962 il vit en exil sur les îles de Makrónissos et Ágios Efstrátios. Il est torturé à plusieurs reprises sans renoncer pour autant à ses convictions et doit passer la plupart de son temps en cellule d'isolement dans des conditions de détention déplorables. Après sa libération, il est membre actif du movement de jeunesse de l'Union de la gauche démocratique (EDA), membre du KKE (parti communiste) illégal, membre du secrétariat de la Jeunesse Lambrakis et membre fondateur du PAM (front patriotique anti-dictature). Pendant la dictature, il est de nouveau envoyé en prison, où il apprend enfin à lire et à écrire. Il est libéré en août 1973.

### Après la dictature
Après la dictature des colonels, il rejoint le KKE interne et l'EAR et s'engage à Amnesty International. Plus tard, il se rapproche des Verts écologistes.
Il participe à des actions de protection de l'environnement et des droits des animaux, tout en créant des émissions de télévision sur ce thème sur ERT entre 1994 et 1996. Il vit alors à Kapandriti avec son épouse Reinio Papatsarouha - Missiou (ancienne cadre de l'EDA) et leurs chiens dans une ferme. Il est l’une des figures marquantes de la gauche grecque,,,.
Il meurt d'un cancer à l'âge de 82 ans dans un hôpital privé d'Athènes.

## Littérature
Chrónis Míssios s'est engagé en littérature à un âge avancé. Son premier livre paru en 1985, Toi au moins tu es mort avant, est un récit autobiographique. Écrit dans une langue populaire, le livre se présente comme une lettre adressée à un camarade disparu, pleine d'adresses spontanées dans un style parlé et un humour qui tranchent sur la noirceur du récit. Il s'impose dès les premiers jours de  parution comme auteur dans la conscience des critiques et du public. Missios transforme son expérience politique déchirante en une fable littéraire vivante, dénonçant à la fois ses tortionnaires et les bureaucrates du parti de gauche et leur dogmatisme.
Míssios a été l'initiateur d'une littérature qui, malgré le monde cruel qu'elle dépeint, ne perd jamais son optimisme et sa foi dans le pouvoir créateur de l'être humain. Selon lui, il est capable, dans des conditions de liberté, de vivre dans une démocratie qui garantit à la fois les droits individuels et le bien-être de la communauté.

## Adaptations
Toi au moins, tu es mort avant a fait l'objet d'une adaptation en bande dessinée, par Daniel Casanave (dessin) et Sylvain Ricard et Myrto Reiss (scénario), publiée en 2013 par Futuropolis  (ISBN 978-2754803557).